# El'niki
El'niki (in russo Ельники?) è un villaggio della Repubblica di Mordovia, Russia. È il centro amministrativo del distretto El'nikovskij.
È situato a 32 km dalla città di Krasnoslobodsk e 122 km a nord-ovest della capitale Saransk.